# Andoni Elizondo
Andoni Elizondo Mendiola, né le 5 août 1932 à Saint-Sébastien en Espagne et mort dans la même ville le 23 février 1986, est un footballeur espagnol qui occupait le poste de défenseur. Après sa carrière de joueur, il devient entraîneur.

## Biographie
Andoni Elizondo joue en faveur de la Real Sociedad pendant douze saisons, de 1952 à 1964.
Il dispute avec cette équipe un total de 243 matchs toutes compétitions confondues, inscrivant six buts, avec notamment 198 matchs en première division.
Il entraîne à plusieurs reprises le club de la Real Sociedad au cours des années 1960 et 1970. Il dirige également la sélection du Pays basque en 1979.

## Palmarès d'entraîneur
- Champion de Segunda División en 1967 avec la Real Sociedad